# 한가원
한가원은 한국 최초로 세워진 한과박물관이다.

## 개요
경기도 포천시 영북면 산정리 520번지에 위치한 한가원은 한국 최초로 한과를 테마로 세워진 한과문화박물관이다. 400m²규모의 전시관과 1200m²규모의 교육관을 갖추고 있다.
한가원은 한과문화박물관과 한과문화교육관으로 이뤄져있다.한과문화박물관은 한과역사관과 한과정보관으로 나뉜다. 한과역사관에서는 한과의 유래 및 제조 과정을 볼 수 있고, 한과정보관에서는 세계의 전통과자 등 다양한 정보를 접할 수 있다. 한과문화교육관에서는 가족·단체가 함께 한과 만들기, 다도 및 전통공예 체험을 통해 전통문화를 익힐 수 있다.

## 관람안내
- 화~금요일, 주말 및 공휴일 : 오전 10시 ~ 오후 5시
- 매주 월요일 휴관
- 관람권 매표시간 : 관람시간 종료 1시간 전까지

| 구분           | 입장료  | 단체(20인 이상) |
| -------------- | ------- | --------------- |
| 일반           | 2,000원 | 1,200원         |
| 초,중,고등학생 | 1,500원 | 800원           |
| 5세이상        | 800원   | 500원           |

- 장애인, 국가유공자, 군인, 경로증소지자 50% 할인
- 초등학생 이하는 보호자와 함께 입장

## 교육프로그램
- 한과 프로그램
  - 유과 만들기
  - 약과 만들기
  - 강정 만들기
  - 매작과 만들기
  - 다식 만들기

- 전통공예 프로그램
  - 탈 만들기
  - 도자기 종 만들기
  - 한지과기 만들기
  - 한지등 만들기

## 편의시설
- 뮤지엄샵
  - 한과에 대한 다양한 놀이식 학습도구, 문구, 체험도구, 한과/주전부리 및 음료 판매

- 실내/외 정원
  - 2층 야외실내 정원과 자연 체험을 즐길 수 있는 넓은 정원 마련

- 의무실
  - 전시관람 중 상처를 입었을 때 응급치료를 받을 수 있도록 의무실 마련